# Le temple du soleil
O Templo do Sol (Le temple du soleil, no original em francês) é o décimo quarto álbum da série de banda desenhada franco-belga As aventuras de Tintim, produzida pelo belga Hergé. A história foi publicada semanalmente pela Revista Tintin de setembro de 1946 a abril de 1948. Completando o arco de história começado em Les sept boules de cristal, a história mostra o jovem jornalista belga Tintim, o seu cão Milu  e seu amigo Capitão Haddock enquanto eles continuam seus esforços para resgatar o sequestrado Professor Girassol, viajando através de aldeias andinas, montanhas e florestas tropicais, antes de encontrar uma civilização oculta inca.
Le Temple du Soleil foi um sucesso comercial e foi publicado no formato álbum pela Casterman logo após a sua conclusão. Hergé concluiu o arco começado em Les sept boules de cristal, enquanto a própria série se tornou uma parte definidora da tradição da banda desenhada franco-belga. A aventura de duas partes foi adaptada para o filme de 1969, Tintin et le temple du soleil, do Belvision Studios, o primeiro longa-metragem animado de Tintin. Le Temple du Soleil também foi adaptado em dois episódios da série televisiva dos anos 90 As Aventuras de Tintim dos estúdios Ellipse Animation e Nelvana, um videogame, e um musical em 2001.

## Sinopse
Em O Templo do Sol, a aventura que teve início em As 7 bolas de cristal continua: Tintim e Haddock, sempre acompanhados de Milu, chegam ao Peru antes do Pachacamac, o navio que levava o professor Girassol.
Quando o cargueiro entra na baía, é posto em quarentena pelas autoridades sanitárias. Tintim resolve entrar clandestinamente no navio. A bordo, encontra o professor dormindo drogado numa cabine. Tintim tem de fugir a nado, mas de madrugada vê desembarcarem Girassol, ainda desacordado.
Com Dupont e Dupond, enviados pela polícia francesa para ajudá-los, o capitão, Tintim e Milu seguem a pista do professor pelo interior do Peru. Guiados pelo indiozinho Zorrino, atravessam as altas montanhas peruanas para se embrenhar na floresta amazônica, onde finalmente encontram o famigerado Templo do Sol.

## Adaptações
Em 1969, a companhia de animação Belvision Studios, que produziu as séries de televisão de 1956–1957, Les aventures de Tintin, d'après Hergé, lançou seu primeiro longa-metragem de animação, Tintin et le temple du soleil, que adaptou os arcos de história Les 7 boules de cristal e Le temple du soleil. Produzido por Raymond Leblanc e dirigido por Eddie Lateste, foi escrito por Lateste, o cartunista Michel Greg, Jos Marissen e Laszló Molnár. A música foi de François Rauber e a música de Zorrino foi composta por Jacques Brel. Lofficier e Lofficier comentaram que a parte do filme baseado em Les 7 boules de cristal "sofre de ser excessivamente condensada por razões temporais".
Em 1991, uma segunda série animada baseada nas Aventuras de Tintin foi produzida, desta vez como uma colaboração entre o estúdio francês Ellipse Animation e a companhia de animação canadense Nelvana. Le temple du soleil foi a décima segunda história a ser adaptada e foi dividida em dois episódios de trinta minutos. Dirigida por Stéphane Bernasconi, os críticos elogiaram a série por ser "geralmente fiel", com composições tendo sido tiradas diretamente dos quadrinhos originais.
O videogame Tintin : Le Temple du Soleil foi desenvolvido e publicado pela empresa francesa Infogrames em 1997, baseado em Les 7 boules de cristal e Le temple du soleil.